# Tatra
Tatra je češki proizvođač kamiona, a nekada i automobila sa sjedištem u Kopřivnicama. 
Kompaniju je osnovao Ignác Šustala 1850. godine kao Schustala & Company, a kasnije je preimenovana u Nesselsdorfer Wagenbau-Fabriksgesellschaft, koja je proizvodila kočije i prikolice.
Tatra je 1897. godine proizvela prvi automobil u Srednjoj Europi, koji se zvao Präsident. 1918. kompanija mijenja naziv u Kopřivnická vozovka a.s, a već 1919. godine koristi naziv Tatra, po planinskom vijencu Tatre, koji se nalaze na granici tada Čehoslovačke i Poljske (danas Slovačke i Poljske).
Hitler je bio oduševljem Tatrinim, u ono vrijeme, naprednim automobilima, koje je konstruirao Austrijanac Hans Ledvinka. Po nalogu Hitlera, Ferdinand Porsche konstruira Bubu, koja je izuzetno sličila na Tatru V570 i po dizajnu i po bokser motoru sa zračnim hlađenjem i drugim tehničkim rješenjima. Tatra je zbog toga pokrenula sudsku parnicu, ali je odmah nakon njemačke aneksije Čehoslovačke 1938. godine prekinuta. Parnica je ponovo pokrenuta poslije Drugog svjetskog rata i 1961. godine donijeta je presuda u korist Tatre, tako što je Volkswagen morao platiti odštetu od 3 milijuna njemačkih maraka.
Tijekom Drugog svetskog rata proizvodila je kamione i cisterne za okupacijsku njemačku vojsku. Proizvodnja putničkih automobila prestala je 1999. godine, a kompanija danas proizvodi samo kamione. Brend je poznat po češkom reli vozaču Karelu Lopraisu, koji je od 1988. do 2001. godine osvajao šest puta trke na Dakar reliju s kamionom Tatra 815.

## Galerija
- Präsident
- Tatra V570
- Tatra 603
- Tatra 815
- Tatra T87
- Lopraisova Tatra